# Leopoldo Fuertes Carracedo
Leopoldo Fuertes Carracedo más conocido como Polo Fuertes  (La Bañeza, 25 de septiembre de 1940 - León, 5 de mayo de 2014) fue un periodista español.

## Biografía
Comenzó sus estudios en Salamanca en bachiller, humanidades y en filosofía en la Universidad Pontificia. En 1960, se matriculó en la Escuela Oficial de Periodismo, en la que finalizó los dos primeros cursos, de los tres que constaba.
Durante un par de décadas, compaginó la actividad como periodista con la de mecánico en un taller familiar. Más tarde se dedicaría en exclusiva al periodismo, trabajando en medios como La Crónica de León, Diario de León, El Adelanto Bañezano, iBañeza.es y Leonoticias.com.
Fue pregonero de numerosos actos y eventos, como el Carnaval de La Bañeza, o la Feria de Alfarería de Jiménez de Jamuz en el 2008, además de conferenciante y articulista de opinión.